# Nils Vibe Stockfleth
Nils Joachim Christian Vibe Stockfleth, född den 11 januari 1787 i Fredrikstad, död den 26 april 1866 i Sandefjord, var en präst i norska kyrkan och språkvetare med inriktning mot samiska. Han är känd för att ha utvecklat det nordsamiska skriftspråket och tagit initiativ till att norska präster som verkade bland samer skulle kunna samiska. Han spelade också en roll i de händelser som föregick Kautokeinoupproret.

## Studier
Nils Stockfleth var prästson, men eftersom fadern dog tidigt växte han upp under knappa omständigheter och fick finansiera sina studier med lån och arbete. Efter att ha studerat juridik och gått i snickarlära tog han 1810 officersexamen och tjänstgjorde i först den danska, därefter den norska armén. År 1823 började han studera teologi och tog examen året därpå.

## Präst och språkman
Sin första tjänst fick Nils Stockfleth 1825 som kyrkoherde i Vadsø längst österut i Finnmark fylke, varvid han samtidigt fick upprätthålla den vakanta tjänsten i Lebesby pastorat lite längre västerut. Befolkningen i området bestod av norrmän, kväner och samer. Stockfleth kunde bara tala norska. Under sitt första år på tjänsten reste han runt i tre månader och träffade sina församlingsbor. Han började engagera sig för samernas situation, och förstod att om han skulle uppnå något med dem måste han först lära sig deras språk.
Således tog Stockfleth itu med att lära sig nordsamiska och mycket snart började han också använda språket både i skolan och i kyrkan. År 1828 begärde han att få bli förflyttad till den vakanta och mindre arbetskrävande tjänsten i Lebesby, för att få mer tid till språkstudier och till att översätta Bibeln och diverse läroböcker till samiska. Tillsammans med sin hustru bodde han under några års tid hos olika grupper av flyttsamer. Under perioden 1826–1830 fick Stockfleth också fungera som präst i Kautokeino.
Stockfleth kom alltmer att ägna sig åt samisk språkforskning och allt mindre åt prästyrket. År 1838 begärde Stockfleth avsked från sin kyrkoherdetjänst och ägnade sig därefter åt språkstudier, undervisning och översättning, under långa perioder på resa runt om på Nordkalotten.
Nils Stockfleth utvecklade det nordsamiska skriftspråk som grundlagts av Knud Leem. Han samarbetade med professor Rasmus Rask i Köpenhamn, de finländska språkforskarna Matthias Alexander Castrén och Elias Lönnrot samt den finländske prästen Jakob Fellman, som skrev på kemisamiska. Stockfleth översatte bland annat Luthers lilla katekes och Luthers postilla till samiska, vilket var de första samiskspråkiga skrifter som utgivits i Norge sedan 1776. Han utarbetade också en samisk grammatik och en norsk-samisk ordbok.
Stockfleths menade att såväl samer som kväner hade en ”helig rätt” till sitt språk och sin nationalitet. Därför måste de präster som skulle arbeta bland samer och kväner behärska deras språk. Tack vare Stockfleth infördes undervisning i samiska och finska vid universitetet i Kristiania. Nils Stockfleth undervisade själv teologistuderande i dessa språk fram till 1851, då han lämnade över uppgiften till sin elev Jens Andreas Friis.

## Stockfleths roll i Kautokeinoupproret
Hösten 1851 gav sig Nils Stockfleth iväg på till Finnmark på en av sina många studieresor. Det var då en orolig tid i Kautokeino, där många samer hade gripits av den læstadianska väckelsen och kommit på kollisionskurs med den norska kyrkans företrädare. Eftersom kyrkoherdetjänsten i Kautokeino var obesatt blev Stockfleth ombedd av Tromsøbiskopen Daniel Bremer Juell att snarast bege sig dit för att dämpa oron.
Den 21 oktober kom Stockfleth till Kautokeino, och dagen därpå uppsökte han de andligt väckta som samlats hemma hos kyrkvaktmästaren. Där rådde full extas, och människor ropade och hoppade omkring. Stockfleth bad dem lugna sig, men ingen brydde sig om honom, och då lyfte han sin käpp och började slå den ena efter den andra. Han utdelade också några örfilar. Därefter lämnade Stockfleth sammankomsten.
Efter denna våldsamma inledning rådde lugn under några dagar. Stockfleth höll aftonbön och bönemöten, och samtalade också med de andligt väckta under ordnade former. Den 29 oktober kom emellertid några av de väckta hem till Stockfleth, som bodde hos handelsman Carl Johan Ruth, för att försöka omvända honom. När de förstod att detta inte skulle lyckas började de hota och skälla på honom, vilket slutade med att Stockfleth tillkallade Ruth och hans medhjälpare Lars Johan Bucht för att kasta ut besökarna.
Stockfleth hade nu förlorat de andligt väcktas förtroende. Han blev återigen uppsökt av en grupp samer, som frågade honom varför han – som ju tidigare hade tjänstgjort i Kautokeino under flera år – inte hade väckt dem ur deras syndasömn, som Læstadius hade gjort. De förklarade att Stockfleth hörde djävulen till. Kommande söndag blev han utskälld och hånad av tre kvinnor, och därefter började han neka de andligt väckta att ta nattvarden, eftersom han menade att de förnekade Kristus. En vecka senare steg en av de väckta, Rasmus Spein, upp i predikstolen och lyste förbannelsen över Stockfleth. Runt jultid rådde rent kaotiska förhållanden runt kyrkan, och både Stockfleth och Lars Johan Bucht, som nyligen tillförordnats som länsman, blev skällda för Satans tjänare.
I början av februari hölls ting i Kautokeino. Sju väckta Kautokeinosamer ställdes då inför rätta för att ha stört gudstjänster i Skjervøy ute vid kusten. Under pågående rättegång utvidgades åtalet till ytterligare 16 väckta samer som Stockfleth menade hade stört den allmänna ordningen i Kautokeino. Stockfleth vittnade också vid rättegången. Totalt dömdes 22 personer, som mest till två års straffarbete.
I och med domsluten trappades stämningen i Kautokeino upp ytterligare. Stockfleths närvaro hade inte haft någon dämpande effekt utan snarare förvärrat situationen. I april 1852 lämnade Stockfleth platsen i och med att en av hans elever, Fredrik Waldemar Hvoslef, tillträdde prästtjänsten. I november samma år kulminerade så oroligheterna i Kautokeinoupproret, då två personer mördades och Hvoslef blev misshandlad.